# Hoskins (Nebraska)
Hoskins je selo u američkoj saveznoj državi Nebraska. Prema popisu stanovništva iz 2010. u njemu je živjelo 285 stanovnika.